# Mitra terryni
Mitra terryni is een slakkensoort uit de familie van de Mitridae. De wetenschappelijke naam van de soort is voor het eerst geldig gepubliceerd in 2008 door Poppe.